# Edmonds (Washington)
Pour les articles homonymes, voir Edmonds.
Edmonds est une ville américaine située dans le comté de Snohomish dans l'État de Washington dans la banlieue de Seattle, 18 kilomètres au nord de la ville. Selon le recensement de 2000, la population de la ville était de 39 515 habitants, estimée en 2006 à 40 126, et en 2020 à 42 853 habitants.  

## Histoire
Edmonds a été fondée en 1890 par George Brackett et nommée en l'honneur du sénateur du Vermont George F. Edmunds (en). En 1891, l'arrivée du chemin de fer permit le développement de la ville mais la Panique de 1893 porta un coup certain au développement de la ville. Néanmoins en 1900, une liaison régulière par ferry entre Edmonds et Seattle fut créée puis des routes la relièrent aux autres villes de la région et permirent la croissance de la ville.

## Géographie
Edmonds est située au sud-ouest du comté de Snohomish sur les rives du Puget Sound.

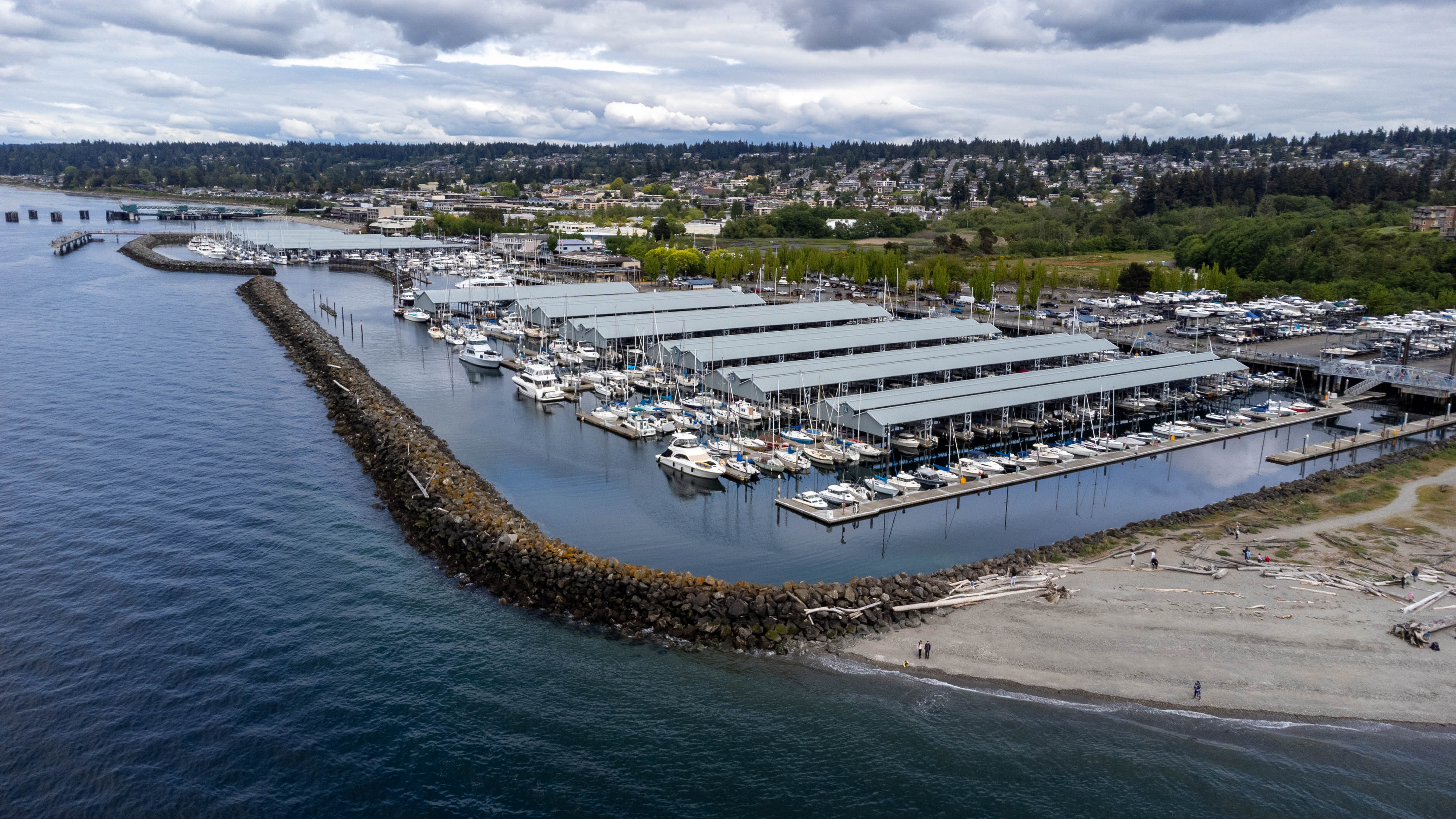
Le port de plaisance.

## Personnalité liée à la ville
- James V. Scotti, astronome, a fait une partie de ses études à Edmonds.
- Jay Park, chanteur, danseur et rappeur coréen est né et a grandi à Edmonds.

## Jumelage
Edmonds est jumelée à la ville de  Hekinan (Japon)